# Blade: Trinity
Blade: Trinity (prt: Blade Trinity: A Perseguição Final, ou Blade Trinity: Perseguição Final; bra: Blade Trinity) é um filme estadunidense de 2004, dos gêneros aventura, ação e suspense, dirigido e escrito por David S. Goyer, baseado no personagem da Marvel Comics criado por Marv Wolfman e Gene Colan. 
É o terceiro filme da trilogia sobre o personagem Blade, um caçador de vampiros. Os outros dois filmes são: Blade e Blade II.

## Sinopse
Os líderes dos vampiros estão ressuscitando o vampiro Drácula, a criatura terrível que foi a origem de sua raça. Agora conhecido como Drake (Dominic Purcell) tem poderes exclusivos que lhe permitem caminhar na luz do sol. O meio-vampiro Blade (Wesley Snipes) passa por uma situação complicada quando os líderes vampiros lançam uma campanha difamatória contra ele, chamando-o de um monstro assassino e instigar o FBI a ir atrás dele. Quando Blade e Whistler (Kris Kristofferson) tem um confronto explosivo com o agente do FBI Cumberland (James Remar) percebem que ele precisa de ajuda. Se reúnem com o Nightstalkers, um grupo de caçadores de vampiros humanos liderados pela filha ilegítima de Whistler, Abigail (Jessica Biel) e Hannibal King (Ryan Reynolds), outro vampiro que conseguiu se tornar humano de novo devido a ajuda de Abigail. Enquanto a cientista cega Sommerfield (Natasha Lyonne) trabalha para resolver definitivamente o problema de vampiros, os Nightstalkers realizam uma série de batalhas ferozes contra o poderoso vampiro Danica Talos (Parker Posey), seus asseclas Asher (Callum Keith Rennie) e Grimwood (Triplo H), e os seus exércitos das trevas. Finalmente Blade enfrentará  maior vampiro da história e o que está em jogo é o seu próprio destino e o de toda a humanidade.

## Elenco
- Wesley Snipes – Eric Brooks / Blade
- Jessica Biel – Abigail Whistler
- Ryan Reynolds – Hannibal King
- Dominic Purcell – Drácula / Drake
- Kris Kristofferson – Abraham Whistler
- Parker Posey – Danica Talos
- Callum Keith Rennie – Asher Talos
- Paul "Triple H" Levesque – Jarko Grimwood
- Natasha Lyonne – Sommerfield
- Haili Page – Zoe
- John Michael Higgins – Dr. Edgar Vance
- Patton Oswalt – Hedges
- James Remar – Agente Ray Cumberland
- Eric Bogosian – Bentley Tittle

## Produção
Rodado em Vancouver. Foi utilizado a escrita e falas em Esperanto, inclusive uma cena do filme Incubus de 1966.

## Recepção da crítica
No agregador de críticas dos Estados Unidos, o Rotten Tomatoes, na pontuação onde a equipe do site categoriza as opiniões da  grande mídia e da mídia independente apenas como positivas ou negativas, o filme tem um índice de aprovação de 24% calculado com base em 166 comentários dos críticos. Por comparação, com as mesmas opiniões sendo calculadas usando uma média aritmética ponderada, a nota alcançada é 4,4/10 que é seguida do consenso dizendo: "Mais alto, mais exagerado e mais incoerente do que seus antecessores, Blade: Trinity parece satisfeito em enfatizar o estilo sobre a substância e reviver temas familiares".
Em outro agregador de críticas também dos Estados Unidos, o Metacritic, que calcula as notas das opiniões usando somente uma média aritmética ponderada de determinados veículos de comunicação em maior parte da grande mídia, o filme tem uma pontuação de 38 entre 100, alcançada com base em 30 avaliações da imprensa anexadas no site, com a indicação de "revisões geralmente desfavoráveis".